# Temperatura de película
En transferencia de calor y dinámica de fluidos, la temperatura de película ({\displaystyle T_{f}}) es una aproximación a la temperatura de un fluido dentro de una capa límite de convección. Se calcula como la media aritmética de la temperatura en la superficie de la capa límite del sólido ({\displaystyle T_{w}}) y la temperatura de flujo libre ({\displaystyle T_{\infty }}):
{\displaystyle T_{f}={\frac {T_{w}+T_{\infty }}{2}}}
La temperatura de la película se usa a menudo como la temperatura a la que se calculan las propiedades del fluido cuando se usa el número de Prandtl, el número de Nusselt, el número de Reynolds o el número de Grashof para calcular un coeficiente de transferencia de calor, porque es una primera aproximación razonable a la temperatura dentro de la capa límite de convección. 
Se puede encontrar una terminología algo confusa en relación con las calderas e intercambiadores de calor, donde el mismo término se usa para referirse a la temperatura límite (caliente) de un fluido en contacto con una superficie caliente.